# Kapers-familien
Kapers-familien (Capparaceae) er en familie med 33 slægter, som er udbredt i de subtropiske og tropiske egne af kloden. Kun ganske få arter er knyttet til tempererede egne. Det er træer, buske eller lianer og (sjældnere) urteagtige planter. De fleste arter er stedsegrønne og mere eller mindre tæt behårede. Bladene er oftest spredt stillede og hele eller trekoblede. Blomsterne er 4-tallige og regelmæssige. Frugterne er bær eller kapsler (sjældnere stenfrugter eller nødder). 
| Slægter |

- Anisocapparis
- Apophyllum
- Bachmannia
- Belencita
- Boscia
- Buchholzia
- Cadaba
- Calanthea
- Capparicordis
- Capparidastrum
- Kapers-slægten (Capparis)
- Cladostemon
- Colicodendron
- Crateva
- Cynophalla
- Dhofaria
- Dipterygium
- Euadenia
- Hispaniolanthus
- Maerua
- Mesocapparis
- Monilicarpa
- Morisonia
- Neocalyptrocalyx
- Neothorelia
- Poilanedora
- Puccionia
- Quadrella
- Ritchiea
- Sarcotoxicum
- Steriphoma
- Thilachium[1]

## Note
1. ↑  GRIN: Genera of Capparaceae Arkiveret 16. december 1999 hos  Wayback Machine (engelsk)